# Гильом I (виконт Марселя)

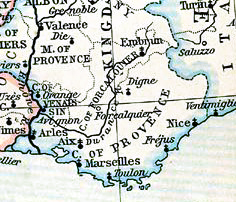
Марсель на карте Южного Прованса

Гильом (фр. Guillaume de Marseille; ок. 945 — 15 октября 1004/1005) — первый (или второй — если считать его отца) виконт Марселя с 965 года.

## Биография
Согласно Флориану Мазелю (Florian Mazel), Гильом — сын Арлульфа I (ок. 920 — не позднее 965), получившего в 948 году от Конрада I Бургундского земельные владения к югу от Вьеннуа. Брат марсельского епископа Хонората (ум. 976/977).
Наследовал отцу после его смерти в 965 году. Помимо Марселя, в его владения входили синьории Сифур, Солье, Сеирест, Кюж и Ольер. Впервые упоминается с титулом виконта в документе 977 года.
В 973 году вместе с графом Арля Гильомом II участвовал в войне с сарацинами и получил в лён город Тулон. После этого Гильом и Понс де Фос, сеньор Йер, разделили между собой территорию диоцеза Тулон.
В 970-е годы Гильом и его брат марсельский епископ Хонорат начали восстановление разрушенного сарацинами монастыря Святого Виктора. В этом аббатстве он в конце жизни постригся в монахи и там же был похоронен после своей смерти, последовавшей 15 октября 1004 или 1005 года.

## Семья
От первой жены по имени Биллиэлис известны дети:
- Понс I (ок. 960 — 30 марта 1015) — епископ Марселя (977—1008)
- Гильом II, виконт Марселя
- Фульк, виконт Марселя
- Биллиелис (Билильда) (ум. ок. 1036).

Вторая жена — Эрменгарда (Арльская?) (ок. 982—1049?). От неё дочь:
- Аструда (ум. 1055), жена Ламбера де Ванс.

Согласно завещанию Гильома каждый из детей получил после его смерти часть владений.